# The Bravados
The Bravados (bra: Estigma da Crueldade, ou O Estigma da Crueldade; prt: Vingador sem Piedade, ou O Vingador sem Piedade) é um filme estadunidense de 1958, do gênero faroeste dramático, dirigido por Henry King, com roteiro de Philip Yordan baseado no romance The Bravados, de Frank O'Rourke.

## Sinopse
Um desconhecido, Jim Douglas (Gregory Peck), chega à pequena cidade de Rio Arriba, na fronteira oeste, para presenciar o enforcamento de quatro homens, os quais procurava havia meses mesmo sem nunca tê-los visto — só tinha sua descrição. Na noite que antecede a execução, eles conseguem fugir e raptam uma moça da cidade como refém, e Jim se engaja na perseguição com propósito de vingança, porém suas certezas começam a ruir.

## Elenco
- Gregory Peck (Jim Douglas)
- Joan Collins (Josefa Velarde)
- Stephen Boyd (Bill Zachary)
- Albert Salmi (Ed Taylor)
- Henry Silva (Lujan)
- Kathleen Gallant (Emma Steimmetz)
- Barry Coe (Tom)
- George Voskovec (Gus Steimmetz)
- Herbert Rudley (Xerife Elroy Sanchez)
- Lee Van Cleef (Alfonso Parral)
- Andrew Duggan (Padre)
- Ken Scott (Primo)
- Gene Evans (John Butler)
- Joe DeRita (Sr. Simms)
- Robert Adler (Tony Mirabel)
- Ada Carrasco (Sra. Parral)